# Distretto di Rukungiri
Il distretto di Rukungiri è un distretto dell'Uganda, situato nella Regione occidentale.